# Rafael Jacques
Rafael Jacques ou simplesmente Jacques (Porto Alegre, 11 de setembro de 1975), é um treinador de futebol e ex-futebolista brasileiro que atuava como atacante. Atualmente treina o Vitória Futebol Clube (Brasil).

## Carreira

### Jogador
Em 11 de dezembro de 1994, atuou em 2 jogos no mesmo dia pelo Grêmio, contra o Santa Cruz e Brasil de Pelotas, inclusive marcando um gol no segundo. Em 1995 fez parte do elenco histórico do Grêmio, Campeão Gaúcho e Campeão da Copa Libertadores. 
No final de agosto de 1998, foi contratado pelo Real Betis da Espanha.
No segundo semestre de 1999, foi emprestado ao São Paulo. Foi embora depois de seis meses com 11 jogos e apenas um gol.
Em 2000, foi campeão da Copa do Nordeste com a equipe do Sport Club do Recife, em uma final emocionante contra o Vitória.
Em 1 de junho de 2005, foi anunciado pelo Criciúma. No dia seguinte, acerta com o Santo André, pelo triplo do salário.

### Treinador
Assumiu o elenco profissional do EC São José-RS em 2018. Pelo clube, foi campeão da Copa Paulo Sant'Ana, da Recopa Gaúcha (2018) e do Interior no Gauchão (2018), além de garantir o acesso à Terceirona.
Em 2020, dirigiu o Remo e pouco durou, pois foram apenas cinco jogos e uma derrota, goleada por 5 a 1 contra o Brusque, que culminou na demissão.
Em março de 2021, assume o Caxias para a disputa do restante do Gauchão.
Em maio de 2022, foi contratado pelo Sergipe para comandar o time na sequência da Série D do Campeonato Brasileiro. Apesar de não ter conseguido a classificação, teve o contrato renovado.
Em 2023, na Copa do Nordeste, o time chegou às quartas de final e caiu para o Ceará. Em maio de 2023, deixa o Sergipe, após comandar o time em 31 jogos, com 14 vitórias, sete empates e dez derrotas.
Em julho de 2023, assume o Águia de Marabá para a sequência do Campeonato Brasileiro da Série D.